# جام تخت جمشید
جام تخت جمشید بالاترین دستهٔ لیگ فوتبال ایران میان سال‌های ۱۳۵۲ تا ۱۳۵۷ بود که با انجام شش دوره و به خاطر وقوع انقلاب اسلامی ایران در میانه راه ششمین دوره به پایان رسید. اولین دورهٔ این مسابقات در سال ۱۳۵۲ انجام شد و ششمین دورهٔ آن نیز در مرداد سال ۱۳۵۷ و به دلیل وقوع انقلاب، نیمه‌تمام پایان یافت. در آن سال شهباز با دوازده بازی انجام داده شده در صدر بود و مسابقات این دوره هرگز ادامه نیافت و برای ششمین دوره این بازیها قهرمانی تعیین نشد. اولین دوره این مسابقات فقط در طول یکسال برگزار شد (تیر تا دی ۱۳۵۲) ولی بقیه دوره‌ها از اواخر اسفند آغاز و در اوایل زمستان سال بعدی به پایان می‌رسید و اصولاً در دوره جام تخت جمشید زمستان ایران خالی از گرمای فوتبال بود.

## تاریخچه

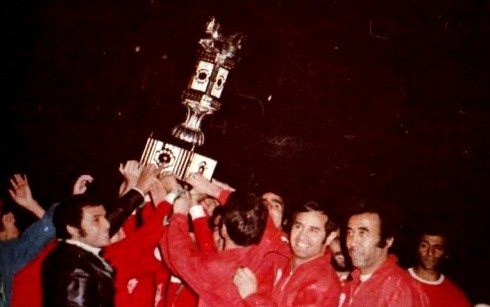
پرسپولیس نخستین فصل قهرمان جام تخت جمشید

در اوایل دهه پنجاه هجری شمسی فوتبال در ایران جنبه عمومی پیدا کرده و چندین مسابقه مختلف در استان‌های بزرگ کشور برگزار شد.
در سال ۱۳۵۲ شمسی (۱۹۷۳ میلادی) و در زمان ریاست آتابای بر فدراسیون فوتبال تصمیم بر آن شد تا مسابقات فوتبال باشگاهی در ایران همانند لیگ‌های معتبر اروپایی برگزار شود. فدراسیون آتابای تغییراتی در آئین‌نامه لیگ سراسری به وجود آورد که به‌طور اهم می‌توان به موارد زیر اشاره نمود: نام سراسری به جام تخت جمشید تغییر یافت، شمار تیم‌ها از ۸ تیم به ۱۲ تیم افزایش پیدا کرد، کلیه باشگاه‌های همنام از مسابقات کنار گذارده شدند، سهمیه تهران ۶ تیم و شهرستان‌ها نیز ۶ تیم اعلام شد. از این رو پس از انجام برنامه‌ریزی این رقابت‌ها، نام جام تخت جمشید بر آن نهاده شد تا سمبل و معرفی برای تاریخ ایران باستان باشد.
اولین دوره مسابقات جام تخت جمشید با حضور دوازده تیم آغاز شد، مسابقاتی که اتفاقات زیادی در آن رخ داد. در نهایت و بعد از انجام بازی‌های رفت و برگشت بین تیم‌های حاضر در این مسابقات، پرسپولیس عنوان قهرمانی را در اولین دوره این رقابت‌ها از آن خود کرد. تاج (باشگاه فوتبال استقلال تهران فعلی) نایب قهرمان شد و پاس به مقام سوم دست یافت.
در سال ۱۳۵۳ تاج (استقلال فعلی) توانست عنوان قهرمانی را به دست آورد اما در سال ۱۳۵۴ پرسپولیس فاتح این رقابت‌ها نام گرفت. در سال‌های ۱۳۵۵ و ۱۳۵۶ این تیم پاس بود که موفق شد دو جام قهرمانی متوالی را بر بالای سر ببرد.
ششمین دوره این مسابقات با پیروزی انقلاب اسلامی ناتمام ماند تا فوتبال باشگاهی ایران مدت‌ها به صورت غیررسمی برگزار شود.
جام تخت جمشید (Trophy):
جامی با هشتاد سانتی‌متر ارتفاع متشکل از هشت کیلو نقره خالص و بیست کیلو برنج با ارزش تقریبی هفتاد و سه هزار تومان (البته با معیارهای سال ۱۳۵۳) برای اولین بار در روز یکشنبه سوم آذر سال ۱۳۵۳ رونمائی و به تیم قهرمان دوره اول با یکسال تأخیر اهدا شد تا سمبل فوتبالی باشد که با گذر از مرحله آماتور بودن به‌سوی فوتبال روز دنیا و حرفه‌ای شدن پیش می‌رفت. ابتدا قرار بود که هر تیمی ۳ بار موفق به کسب عنوان قهرمانی شود جام را به باشگاه خود ببرد و برای سال بعد جامی دیگر تهیه شود اما در سال ۱۳۵۳ کنگره جام تخت جمشید تصمیم گرفت که جام برای همیشه در فدراسیون وقت بماند و تنها نمونه‌های کوچکی از آن تولید شود تا هر سال به قهرمانان مسابقات لیگ اهدا گردد.

## قهرمانان
| فصل  | قهرمان                                   | دوم                                      | سوم                                      | شمار تیم‌های حاضر در لیگ |
| ---- | ---------------------------------------- | ---------------------------------------- | ---------------------------------------- | ----------------------- |
| ۱۳۵۲ | پرسپولیس                                 | تاج                                      | پاس تهران                                | ۱۲ تیم                  |
| ۱۳۵۳ | تاج                                      | پرسپولیس                                 | هما                                      | ۱۲ تیم                  |
| ۱۳۵۴ | پرسپولیس                                 | هما                                      | پاس تهران                                | ۱۶ تیم                  |
| ۱۳۵۵ | پاس تهران                                | پرسپولیس                                 | شهباز                                    | ۱۶ تیم                  |
| ۱۳۵۶ | پاس تهران                                | پرسپولیس                                 | ملوان                                    | ۱۶ تیم                  |
| ۱۳۵۷ | به دلیل رخداد انقلاب ۱۳۵۷ به پایان نرسید | به دلیل رخداد انقلاب ۱۳۵۷ به پایان نرسید | به دلیل رخداد انقلاب ۱۳۵۷ به پایان نرسید | ۱۶ تیم                  |

## رتبه‌بندی باشگاه‌ها بر پایه رتبه‌های به‌دست‌آمده
فهرست تیم‌هایی که موفق به قهرمانی و دستیابی به رتبه در جام تخت جمشید شده‌اند به شرح جدول زیر است:
| تیم       | اول              | دوم                      | سوم              |
| --------- | ---------------- | ------------------------ | ---------------- |
| پرسپولیس  | ۲ (۱۳۵۲)، (۱۳۵۴) | ۳ (۱۳۵۳)، (۱۳۵۵)، (۱۳۵۶) | -                |
| پاس تهران | ۲ (۱۳۵۵)، (۱۳۵۶) |                          | ۲ (۱۳۵۲)، (۱۳۵۴) |
| تاج       | ۱ (۱۳۵۳)         | ۱ (۱۳۵۲)                 | -                |
| هما       | -                | ۱ (۱۳۵۴)                 | ۱ (۱۳۵۳)         |
| شهباز     | -                | -                        | ۱ (۱۳۵۵)         |
| ملوان     | -                | -                        | ۱ (۱۳۵۶)         |

## شمار تیم‌های حاضر
| دوره         | فصل  | تاریخ شروع     | تاریخ پایان    | شمار تیم‌های حاضر در لیگ |
| ------------ | ---- | -------------- | -------------- | ----------------------- |
| اولین دوره   | ۱۳۵۲ | تیر ماه ۱۳۵۲   | دی ماه ۱۳۵۲    | ۱۲ تیم                  |
| دومین دوره   | ۱۳۵۳ | اسفند ماه ۱۳۵۲ | آذر ماه ۱۳۵۳   | ۱۲ تیم                  |
| سومین دوره   | ۱۳۵۴ | اسفند ماه ۱۳۵۳ | آذر ماه ۱۳۵۴   | ۱۶ تیم                  |
| چهارمین دوره | ۱۳۵۵ | اسفند ماه ۱۳۵۴ | آذر ماه ۱۳۵۵   | ۱۶ تیم                  |
| پنجمین دوره  | ۱۳۵۶ | اسفند ماه ۱۳۵۵ | بهمن ماه ۱۳۵۶  | ۱۶ تیم                  |
| ششمین دوره   | ۱۳۵۷ | اسفند ماه ۱۳۵۶ | مرداد ماه ۱۳۵۷ | ۱۶ تیم                  |

## جدول رده‌بندی ادوار تخت جمشید
| رتبه | تیم            | دوره | بازی | برد | تساوی | باخت | زده | خورده | تفاضل | امتیاز | بهترین عنوان | بدترین عنوان | تعداد قهرمانی |
| ۱    | پرسپولیس       | ۵    | ۱۳۴  | ۶۷  | ۵۳    | ۱۴   | ۱۸۴ | ۷۶    | ۱۰۸+  | ۱۸۷    | قهرمان       | دوم          | دو بار        |
| ۲    | پاس            | ۵    | ۱۳۴  | ۶۶  | ۴۸    | ۲۰   | ۱۴۸ | ۶۹    | ۷۹+   | ۱۸۰    | قهرمان       | چهارم        | دو بار        |
| ۳    | تاج            | ۵    | ۱۳۴  | ۶۶  | ۴۲    | ۲۶   | ۱۶۷ | ۹۱    | ۷۶+   | ۱۷۴    | قهرمان       | چهارم        | یک بار        |
| ۴    | ملوان          | ۵    | ۱۳۴  | ۵۲  | ۴۳    | ۳۹   | ۱۵۷ | ۱۲۲   | ۳۵+   | ۱۴۷    | سوم          | هفتم         |               |
| ۵    | هما            | ۴    | ۱۱۲  | ۴۵  | ۳۹    | ۲۸   | ۱۱۷ | ۹۰    | ۲۷+   | ۱۲۹    | دوم          | دوازدهم      |               |
| ۶    | صنعت نفت       | ۵    | ۱۳۴  | ۴۱  | ۴۷    | ۴۶   | ۱۲۴ | ۱۴۰   | ۱۶-   | ۱۲۹    | پنجم         | دوازدهم      |               |
| ۷    | بانک ملی       | ۵    | ۱۳۴  | ۳۱  | ۵۲    | ۵۱   | ۸۸  | ۱۳۰   | ۴۲-   | ۱۱۴    | هفتم         | چهاردهم      |               |
| ۸    | ذوب آهن        | ۵    | ۱۳۴  | ۲۹  | ۵۲    | ۵۳   | ۱۰۵ | ۱۵۸   | ۵۳-   | ۱۱۰    | هشتم         | پانزدهم      |               |
| ۹    | دارایی         | ۳    | ۹۰   | ۲۲  | ۴۶    | ۲۲   | ۷۰  | ۶۹    | ۱+    | ۹۰     | پنجم         | پانزدهم      |               |
| ۱۰   | ایران جوان     | ۳    | ۹۰   | ۲۸  | ۳۴    | ۲۸   | ۷۰  | ۷۸    | ۸-    | ۹۰     | پنجم         | سیزدهم       |               |
| ۱۱   | سپاهان         | ۴    | ۱۱۲  | ۲۴  | ۴۲    | ۴۶   | ۷۵  | ۱۱۵   | ۴۰-   | ۹۰     | دهم          | سیزدهم       |               |
| ۱۲   | برق شیراز      | ۳    | ۹۰   | ۱۹  | ۴۴    | ۲۷   | ۵۹  | ۶۸    | ۹-    | ۸۲     | هفتم         | چهاردهم      |               |
| ۱۳   | ماشین‌سازی      | ۳    | ۸۲   | ۱۸  | ۳۱    | ۳۳   | ۵۴  | ۹۴    | ۴۰-   | ۶۷     | نهم          | سقوط         |               |
| ۱۴   | راه‌آهن         | ۴    | ۱۰۴  | ۱۷  | ۳۲    | ۵۲   | ۶۷  | ۱۳۰   | ۶۴-   | ۶۶     | هفتم         | شانزدهم      |               |
| ۱۵   | شهباز          | ۲    | ۶۰   | ۲۰  | ۲۳    | ۱۷   | ۶۷  | ۵۳    | ۱۴+   | ۶۳     | سوم          | یازدهم       |               |
| ۱۶   | ابومسلم        | ۲    | ۶۰   | ۱۷  | ۲۱    | ۲۲   | ۳۷  | ۴۶    | ۷-    | ۵۵     | پنجم         | شانزدهم      |               |
| ۱۷   | تراکتورسازی    | ۲    | ۶۰   | ۱۶  | ۲۱    | ۲۳   | ۵۱  | ۶۳    | ۱۲-   | ۵۳     | پنجم         | سقوط         |               |
| ۱۸   | آرارات         | ۲    | ۶۰   | ۱۴  | ۲۳    | ۲۳   | ۴۶  | ۶۳    | ۱۷-   | ۵۱     | دوازدهم      | دوازدهم      |               |
| ۱۹   | عقاب           | ۲    | ۴۴   | ۱۵  | ۱۷    | ۱۲   | ۴۸  | ۳۸    | ۱۰+   | ۴۷     | چهارم        | هشتم         |               |
| ۲۰   | نورد اهواز     | ۱    | ۲۲   | ۵   | ۶     | ۱۱   | ۱۹  | ۴۰    | ۲۱-   | ۱۶     | نهم          | نهم          |               |
| ۲۱   | آب و برق اهواز | ۱    | ۲۲   | ۵   | ۲     | ۱۵   | ۱۷  | ۳۰    | ۱۲-   | ۱۲     | دوازدهم      | دوازدهم      |               |
| ۲۲   | برق تهران      | ۱    | ۲۲   | ۲   | ۸     | ۱۲   | ۱۶  | ۳۲    | ۱۶-   | ۱۲     | یازدهم       | یازدهم       |               |

توضیح: جام تخت جمشید در ۶ دوره برگزار شد که دوره ششم آن به دلیل تقارن با انقلاب ۱۳۵۷ ناتمام ماند. سه تیم پرسپولیس ، تاج و پاس موفق به کسب عنوان قهرمانی شدند.
این جدول تا پایان دور پنجم تنظیم شده‌است و دور ششم به دلیل ناتمام ماندن آن در این جدول محسوب نشده‌است.
در لیگ تخت جمشید برای هر برد ۲ امتیاز و برای هر مساوی ۱ امتیاز در نظر گرفته می‌شده‌است.

## گلزنان برتر (۱۳۵۷–۱۳۵۲)
ممکن است برخی از داده‌ها ناقص یا نادرست باشند.
| رتبه                             | نام             | گل |
| -------------------------------- | --------------- | -- |
| ۱                                | غلامحسین مظلومی | ۴۴ |
| ۲                                | عزیز اسپندار    | ۳۷ |
| ۳                                | غفور جهانی      | ۲۶ |
| ۳                                | حسین فرکی       | ۲۶ |
| ۴                                | ناصر نورایی     | ۲۵ |
| گلزنان جام تخت جمشید (۱۳۵۷–۱۳۵۲) |                 |    |